# Wyszyny Kościelne
Wyszyny Kościelne – wieś sołecka w Polsce położona w województwie mazowieckim, w powiecie mławskim, w gminie Stupsk. Oddalona około 5 km od Stupska na północny zachód i około 6 km na południe od Mławy. Wieś jest usytuowana niedaleko przystanku kolejowego na trasie Warszawa-Gdańsk.
Miejscowość jest siedzibą rzymskokatolickiej parafii Matki Boskiej Różańcowej.
W latach 1975–1998 miejscowość administracyjnie należała do województwa ciechanowskiego.

## Wykaz zabytków
- pozostałości zespołu podworskiego (rządcówka murowana z XX w.
- dworski park krajobrazowy z drugiej połowy XIX w. z dwoma alejami dojazdowymi i sadem
- wczesnośredniowieczne cmentarzysko (XI w.)[8]
- grodzisko średniowieczne leżące na wschód od wsi, średnicy zewnętrznej 60 metrów i wewnętrznej 18 m. Wały są częściowo zniszczone (ziemię wykorzystano do budowy biegnącej po sąsiedzku linii kolejowej). Datowane po badaniach sondażowych wskazywały na IX-XII wiek. Datowanie dendrologiczne wskazuje, że prace rozpoczęto w 898 r., konstruując rusztowanie na podmokłym gruncie, używając do tego nielicznych bali z drzew powalonych kilka lub kilkanaście lat wcześniej. W 901 r. położono zewnętrzną część rusztowania, tu także użyto pni drzew ściętych wcześniej. Odnaleziono także bale z drzew rosnących do 911 r.[9].